# Danh sách quốc thụ
Đây là một danh sách các loại cây biểu trưng quốc gia (quốc thụ), chính thức, nhưng một số không chính thức:
| Country            | Tên loài cây                          | Danh pháp khoa học                          | Ảnh                   | Tham khảo   |
| ------------------ | ------------------------------------- | ------------------------------------------- | --------------------- | ----------- |
| Albania            | Ô liu                                 | Olea europaea                               |                       |             |
| Antigua và Barbuda | Whitewood                             | Bucida buceras                              |                       | [ 1 ]       |
| Argentina          | Vông mồng gà và Red Quebracho         | Erythrina crista-galli, Schinopsis balansae |                       | [ 2 ] [ 3 ] |
| Úc                 | Keo vang                              | Acacia pycnantha                            |                       |             |
| Bahamas            | Lignum Vitae                          | Guaiacum sanctum                            |                       | [ 4 ]       |
| Bangladesh         | Xoài                                  | Mangifera indica                            |                       |             |
| Belize             | Honduras Mahogany                     | Swietenia macrophylla                       |                       |             |
| Bhutan             | Bách Bhutan                           | Cupressus cashmeriana                       |                       |             |
| Brazil             | Brazilwood                            | Caesalpinia echinata                        |                       |             |
| Campuchia          | Thốt nốt                              | Borassus flabellifer                        |                       | [ 5 ]       |
| Canada             | Cây phong                             | Aceraceae                                   |                       |             |
| Chile              | Monkey-puzzle                         | Araucaria araucana                          |                       |             |
| Trung Quốc         | Cây Bạch quả (hay cây Ngân hạnh)      | Ginkgo biloba                               |                       |             |
| Colombia           | Cây cọ sáp Quindío                    | Ceroxylon quindiuense                       |                       |             |
| Croatia            | Pedunculate oak                       | Quercus robur                               |                       | [ 6 ]       |
| Cuba               | Palma Real                            | Roystonea regia                             |                       | [ 7 ]       |
| Cyprus             | Golden oak                            | Quercus alnifolia                           |                       |             |
| Cộng hòa Séc       | Small-leaved Lime/Small-leaved Linden | Tilia cordata                               |                       | [ 8 ]       |
| Đan Mạch           | Beech                                 | Fagus                                       |                       |             |
| Cộng hòa Dominica  | Xà cừ Tây Ấn                          | Swietenia mahagoni                          |                       | [ 9 ]       |
| Ecuador            | Canh ki na                            | Cinchona pubescens                          |                       | [ 10 ]      |
| El Salvador        | Maquilishuat                          | Tabebuia rosea                              |                       |             |
| Anh                | Cây sồi hoàng gia                     | Quercus robur                               |                       |             |
| Estonia            | Pedunculate Oak                       | Quercus robur                               |                       |             |
| Phần Lan           | Bạch Dương, Silver Birch              | Betula, Betula pendula                      |                       |             |
| Đức                | Sồi                                   | Quercus                                     |                       |             |
| Hi Lạp             | Ô liu                                 | Olea europaea                               |                       |             |
| Guatemala          | Cây Bông gạo                          | Ceiba pentandra                             |                       |             |
| Ấn Độ              | Cây đa                                | Ficus benghalensis                          |                       | [ 11 ]      |
| Indonesia          | Tếch                                  | Tectona                                     |                       |             |
| Ireland            | Sessile Oak                           | Quercus petraea                             |                       |             |
| Iran               | Tuyết tùng                            | Cupressus sempervirens                      |                       |             |
| Israel             | Ô liu                                 | Olea europaea                               |                       |             |
| Ý                  | Ô liu, sồi                            | Olea europaea, Quercus                      |                       |             |
| Jamaica            | Hibiscus elatus                       | Talipariti elatum                           |                       | [ 12 ]      |
| Nhật Bản           | Hoa anh đào                           | Prunus serrulata                            |                       |             |
| Kashmir            | Chinar tree                           | Platanus orientalis                         |                       |             |
| Latvia             | Oak                                   | Quercus robur                               |                       |             |
| Bắc Triều Tiên     | Mộc lan                               | Magnolia                                    |                       |             |
| Hàn Quốc           | Dâm bụt                               | Hibiscus syriacus                           |                       |             |
| Liban              | Lebanon Cedar                         | Cedrus libani                               |                       |             |
| Macedonia          | Macedonian Pine                       | Pinus peuce                                 |                       |             |
| Madagascar         | Cây bao báp                           | Adansonia                                   |                       |             |
| Maldives           | Dừa                                   | Cocos nucifera                              |                       |             |
| Malta              | Għargħar                              | Tetraclinis articulata                      |                       |             |
| Mexico             | Ahuehuete                             | Taxodium mucronatum                         |                       | [ 13 ]      |
| Moldova            | Sồi                                   | Quercus                                     |                       |             |
| Nepal              | Rhododendron                          | Rhododendron                                |                       |             |
| New Zealand        | Silver fern                           | Cyathea dealbata                            |                       |             |
| Pakistan           | Deodar                                | Cedrus deodara                              |                       | [ 14 ]      |
| Palestine          | Ô liu                                 | Olea europaea                               |                       |             |
| Panama             | Panama tree                           | Sterculia apetala                           |                       |             |
| Paraguay           | Lapacho                               | Tabebuia impetiginosa                       |                       |             |
| Peru               | Cinchona, Kiwicha                     | Cinchona, Amaranthus caudatus               | \|                    |             |
| Philippines        | Narra                                 | Pterocarpus indicus                         |                       |             |
| Ba Lan             | Sồi                                   | Quercus                                     |                       | [ 16 ]      |
| Bồ Đào Nha         | Quercus suber                         | Quercus suber                               | Tập tin:Cork tree.jpg | [ 17 ]      |
| Romania            | Sồi                                   | Quercus                                     |                       |             |
| Nga                | Cây bạch dương                        | Betula                                      |                       |             |
| Saudi Arabia       | Chà là                                | Phoenix                                     |                       |             |
| Scotland           | Scots Pine                            | Pinus sylvestris                            |                       |             |
| Senegal            | Bao báp                               | Adansonia                                   |                       |             |
| Serbia             | Sồi, Serbian Spruce                   | Quercus, Picea omorika                      |                       |             |
| Slovakia           | Small-leaved Lime/Small-leaved Linden | Tilia cordata                               |                       | [ 8 ]       |
| Slovenia           | Cây đoạn)                             | Tilia                                       |                       |             |
| Nam Phi            | Real yellowwood                       | Podocarpus latifolius                       |                       | [ 18 ]      |
| Sri Lanka          | Na                                    | Mesua ferrea                                |                       |             |
| Tanzania           | Keo cao châu Phi                      | Dalbergia melanoxylon                       |                       |             |
| Thái Lan           | Muồng hoàng yến                       | Cassia fistula                              |                       |             |
| Ukraine            | Cây thông, liễu                       | Pinus, Salix                                |                       |             |
| Anh Quốc           | Royal Oak                             | Quercus robur                               |                       |             |
| Hoa Kỳ             | Sồi                                   | Quercus                                     |                       |             |
| Uruguay            | Arbol de Artiga                       | Peltophorum dubium                          |                       |             |
| Venezuela          | Araguaney                             | Tabebuia chrysantha                         |                       |             |
| Wales              | Sessile Oak                           | Quercus petraea                             |                       | [ 8 ]       |